# Karel Čeč
Karel Čeč, slovenski tiskar, * 3. november 1877, Ljubljana, † 24. julij 1965, Ljubljana.

## Življenje in delo
Po končanih dveh razredih gimnazije v Ljubljani se je 1896 izučil tiskarstva v Krajčevi tiskarni v Novem mestu (1896), postal 1904 tehnični vodja podružnice Katoliške tiskarne v Postojni, 1906 ravnatelj Katoliške  tiskarne v Ljubljani. Z reorganizacijo je tiskarno spremenil v takrat najsodobnejše tiskarsko podjetje jugoslovanskega tiska. Čeč je prvi na Slovenskem uvedel rotacijski tisk (1907), ustanovil prvo kemigrafijo s klišarno (1919), prvi uvedel ofsetni tisk (1920) in bakrotisk (1925) in prvi vpeljal črkolivnico (1924). Posodobil je tudi knjigoveznico.